# Timo Letschert
Timo Letschert, né le 25 mai 1993 à Purmerend, est un footballeur néerlandais. Pouvant évoluer au poste de défenseur central ou d'arrière latéral.

## Biographie

### Carrière en club
Le 3 août 2016 il s'engage en faveur de l'US Sassuolo.
En juillet 2019 il rejoint le Hambourg SV, qui évolue alors en deuxième division allemande.
Le 3 septembre 2020, Timo Letschert s'engage librement en faveur de l'AZ Alkmaar pour un contrat courant jusqu'en 2023. Il fait ainsi son retour aux Pays-Bas.

### Carrière en sélection nationale
En mars 2016, Timo Letschert est appelé pour la première fois en équipe des Pays-Bas pour disputer les matchs amicaux face à la France et l'Angleterre.

## Statistiques
Le tableau ci-dessous récapitule les statistiques de Timo Letschert lors de sa carrière en club :
| Saison                | Club                  | Championnat           | Championnat | Championnat | Coupe(s) nationale(s) | Coupe(s) nationale(s) | Compétition(s) continentale(s) | Compétition(s) continentale(s) | Compétition(s) continentale(s) | Total | Total |
| Saison                | Club                  | Division              | M.          | B.          | M.                    | B.                    | Comp.                          | M.                             | B.                             | M.    | B.    |
| 2012-2013             | FC Groningue          | 1                     | 3           | 0           | -                     | -                     | -                              | -                              | -                              | 3     | 0     |
| 2013-2014             | FC Groningue          | 1                     | 9           | 0           | -                     | -                     | -                              | -                              | -                              | 9     | 0     |
| 2013-2014             | Roda JC Kerkrade      | 1                     | 11          | 0           | -                     | -                     | -                              | -                              | -                              | 11    | 0     |
| 2014-2015             | Roda JC Kerkrade      | 2                     | 4           | 0           | -                     | -                     | -                              | -                              | -                              | 4     | 0     |
| 2014-2015             | FC Utrecht (prêt)     | 1                     | 23          | 0           | 1                     | 0                     | -                              | -                              | -                              | 24    | 0     |
| 2015-2016             | FC Utrecht            | 1                     | 34          | 3           | 6                     | 0                     | -                              | -                              | -                              | 40    | 3     |
| 2016-2017             | US Sassuolo           | 1                     | 2           | 0           | -                     | -                     | C3                             | 3                              | 0                              | 5     | 0     |
| Total sur la carrière | Total sur la carrière | Total sur la carrière | 86          | 3           | 7                     | 0                     | -                              | 3                              | 0                              | 96    | 3     |